# Cheshire
Il Cheshire (pronuncia [ˈtʃɛʃər] o [ˈtʃɛʃɪər]) è una contea dell'Inghilterra del Nord-Ovest.

## Geografia fisica
La contea confina a nord con il Merseyside e la Greater Manchester, a est con il Derbyshire, a sud-est con lo Staffordshire, a sud con lo Shropshire ed a ovest con i distretti unitari gallesi di Flintshire e Wrexham.
Si affaccia a nord-ovest sul mar d'Irlanda tramite gli ampi estuari dei fiumi Dee e Mersey, che sono separati dalla penisola di Wirral. Solo la parte meridionale della penisola di Wirral fa parte della contea. Il territorio è prevalentemente pianeggiante costituendo parte della pianura che si estende tra le colline del Galles a ovest e le colline dei Pennini a est. I fiumi principali sono il Dee, il Weaver e la Mersey. Al confine orientale si elevano i rilievi collinari dei Pennini occidentali.
Il capoluogo è la storica città di Chester, fondata dai romani, con notevoli caratteristiche architettoniche. Parte del nord della contea ricade nelle aree metropolitane di Liverpool e Manchester. La città più grande è Warrington, che è stata designata come new town nel 1968. Altri centri importanti sono: Ellesmere Port (con importanti industrie di raffinazione e automobilistiche), Runcorn, Widnes, Altricham, Crewe, Wilmslow e Macclesfield.

## Geografia antropica

### Suddivisioni amministrative

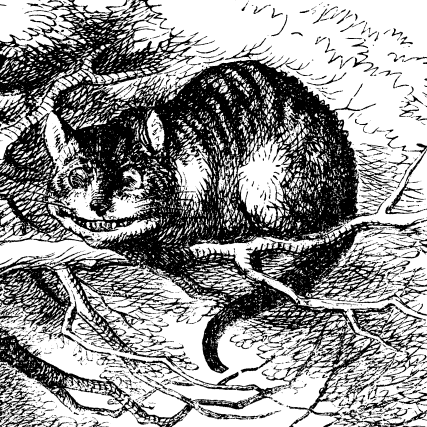
Il gatto del Cheshire, personaggio inventato da Lewis Carroll. Da una illustrazione di John Tenniel del 1865

La contea è divisa amministrativamente nelle seguenti autorità unitarie:
|  | 1. Cheshire West and Chester 2. Cheshire East 3. Warrington 4. Halton |

Halton (che comprende le città di Runcorn e di Widnes) è una distretto unitario dal 1998. Warrington faceva parte del Lancashire fino al 1974 quando fu annessa al Cheshire. Dal 1998 è un distretto unitario all'interno della contea. Dal 2009 il Cheshire ha perso lo status di contea non-metropolitana ed il suo territorio è stato diviso tra le autorità unitarie di Cheshire West and Chester (precedenti distretti di Chester, Ellesmere Port and Neston e Vale Royal) e Cheshire East (precedenti distretti di Crewe and Nantwich, Congleton e Macclesfield).

## Storia
La contea del Cheshire riportata nel Domesday Book aveva una estensione molto maggiore di quella attuale e si estendeva a nord fino al fiume Ribble. A partire dal 1182 il territorio della contea a nord della Mersey cominciò ad essere amministrato dal Lancashire. Con la riorganizzazione delle amministrazioni locali nel 1974 alcune aree della contea localizzate vicino al confine con il Lancashire furono cedute alla Greater Manchester ed al Merseyside. Il suo nome è derivato di Chester e shire, “contea” nell'inglese.

## Economia
La contea ha una agricoltura ed un settore zootecnico molto sviluppati. Nella contea viene prodotto il tradizionale formaggio Cheshire. Anche l'industria ha avuto uno sviluppo notevole. L'industria chimica ha avuto inizio con l'estrazione del sale iniziata dai romani, e le tre città di Northwich, Middlewich e Nantwich hanno sviluppato dell'industria del sale. A Ellesmere Port esiste dal 1924 una raffineria di petrolio. Le industrie meccaniche sono particolarmente sviluppate. Le officine ferroviarie di Crewe arrivarono a occupare 20 000 dipendenti. Oggi sono ancora in attività anche se molto ridimensionate. A Crewe è presente lo stabilimento automobilistico della Bentley. Altre industrie automobilistiche presenti nella contea sono la Jaguar e la Vauxhall che hanno impianti di produzione a Ellesmere Port. Anche l'industria aeronautica ha diversi impianti di produzione nel Cheshire. Il turismo infine è un altro settore particolarmente sviluppato.

## Monumenti e luoghi d'interesse

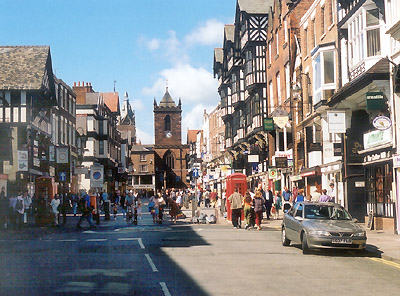
La via principale di Chester

- Alderley Edge, colline con bellezze naturali.
- Case a gratticcio di Chester, con portici su due piani.
- Cattedrale di Chester
- Dunham Massey, residenza di campagna in architettura georgiana.
- Hare Hill, giardini alberati nei pressi del villaggio di Alderley.
- Lyme Park, grandiosa residenza sei-settecentesca ai piedi dei Pennini in cui è stata ambientata la versione della BBC di Orgoglio e pregiudizio.
- Little Moreton Hall, residenza in stile Tudor a Congleton.
- Mura di Chester
- Museo del sale a Chester.
- Quarry Bank Mill, archeologia industriale di un cotonificio a vapore.
- Shropshire Union Canal, canale progettato da Thomas Telford ed inaugurato nel 1835, che collega Wolverhampton con la Mersey.
- Tatton Park, residenza neoclassica con arboreto e giardino giapponese a Knutsford.
- Trent e Mersey Canal, canale di 140 km, inaugurato nel 1777, che collega il Trent, nel Derbyshire, con la Mersey a Runcorn.